# Olga Alexandrowna Kostarewa-Iswekowa
Olga Alexandrowna Kostarewa-Iswekowa, geboren Olga Werner, (russisch Ольга Александровна Костарева-Извекова, урожд. Ольга Вернер; * 29. Mai 1889 in London; † 28. Oktober 1968 in Leningrad) war eine russische bzw. sowjetische Mathematikerin, Geophysikerin und Hochschullehrerin.

## Leben
Olga Alexandrownas Mutter Sofja Semenowna Iwanowa stammte as einer adligen Familie und war eine der ersten Frauenärztinnen in Russland. Der Vater war der Advokat Alexander Passower (1841–1910), der Iwanowa zur Geburt nach London schickte. Dort heiratete sie formell den Englisch-Lehrer Werner, gebar Olga Alexandrowna, trennte sich von Werner und kehrte nach zwei Monaten mit der Tochter zurück. Getauft wurde Olga Alexandrowna am 26. Juli 1893 in Berlin in der Anglikanischen Kirche. Sofja Iwanowa starb 1894 im Alter von 35 Jahren in der Schweiz an Schwindsucht. Olga Alexandrowna wuchs in dem von ihrem Vormund Passower gekauften Haus in Gattschina auf. Die Adoption wurde dem Juden Passower nicht genehmigt. Olga Alexandrowna absolvierte das Taganzewa-Gymnasium, das das beste Gymnasium in St. Petersburg war. Sie beherrschte Englisch, Französisch und Deutsch, sie spielte Klavier, zeichnete und ritt.
Das Studium begann Olga Alexandrowna 1907 an den St. Petersburger Höheren Kursen für Frauen in der Abteilung für Reine Mathematik der Physikalisch-Mathematischen Fakultät. 1907 heiratete sie den Studenten des St. Petersburger Alexander-I.-Instituts für Verkehrsingenieure Nikolai Nikolajewitsch Kostarew. Nach dem Abschluss des Studiums 1912 bestand sie 1913 als eine der ersten russischen Frauen  die staatliche Prüfung nach dem Programm der Universität St. Petersburg. Mit ihrer eingereichten Diplomarbeit erhielt sie ein erstklassiges Diplom der Universität St. Petersburg.
Ab 1914 lehrte Kostarewa Mathematik an den St. Petersburger Höheren Kursen für Frauen. Nach der Oktoberrevolution rettete sie sich mit den Kindern in das Gouvernement Wjatka, wo sie in einer Landkooperative arbeitete. 1919 erhielt sie die Genehmigung für die Gründung einer Schule 2. Klasse in dem größeren Dorf Kossa, an der sie Mathematik-Lehrerin und dann Direktorin war.
Nach dem Bürgerkrieg kehrte Kostarewa 1922 mit ihren Kindern nach Petrograd zurück, wo sie sogleich im Geophysikalischen Hauptobservatorium (GGO) zu arbeiten begann. Sie war zunächst Adjunkt und wurde dann wissenschaftliche Obermitarbeiterin in der von Alexander Friedmann geleiteten Abteilung für theoretische Meteorologie. Ab 1924 arbeitete sie auch am Leningrader Polytechnischen Institut zunächst bei Abram Joffe und dann bei Wladimir Skobelzyn, worauf sie auch eine Physik-Vorlesung für das erste Studienjahr hielt. Sie entwickelte eine neue Theorie über die Entstehung und Entwicklung von Zyklonen mit Benutzung der Polarfront-Vorstellung von Vilhelm Bjerknes. 1925 ließ sie sich von Kostarew trennen.
Auf Friedmanns Antrag wurde Kostarewa mit dem GGO-Kollegen Boris Iswekow (1891–1942) für zwei Monate nach Oslo zu Vilhelm Bjerknes und nach Bergen geschickt, um die von Bjerknes entwickelte Theoretische Meteorologie der Bergener Schule kennenzulernen. Sie wurde 1928 mit Iswekow nach Ulm zu einem Treffen mit deutschen Meteorologen und zum Leiter der Wetterdienststelle Frankfurt am Main Georg Stüve geschickt, um dessen Untersuchungen der Dynamik und Thermodynamik der Erdatmosphäre kennenzulernen. Nach der Rückkehr heirateten Kostarewa  und Iswekow.
Ab 1930 arbeitete Kostarewa am Lehrstuhl für Mathematik des Leningrader Bergbau-Instituts. 1932 wechselte sie als Dozentin an die Universität Leningrad und hielt am Lehrstuhl für Geophysik Vorlesungen über Physik der Erdatmosphäre und Näherungsrechnung und führte eine Übung zur Vorlesung über die Geophysik der Erdkruste durch. Die Zyklone blieben ihr Untersuchungsschwerpunkt, wobei sie die Methode Ludwig Weickmanns benutzte.
Im Rahmen der Stalinschen Säuberungen wurde Kostarewa als gebürtige Engländerin im Frühjahr 1935 kurz vor der Verteidigung ihrer Doktor-Dissertation verhaftet und nach einigen Monaten im Gefängnis für 5 Jahre nach Saratow verbannt. Dort arbeitete sie am Landwirtschaftsinstitut und als Lehrerin in einer Schule. Während des Großen Terrors wurde sie am 25. November 1937 erneut verhaftet und nun zu 10 Jahren Freiheitsentzug verurteilt. Am 23. März 1940 stellte der Chef der NKWD-Verwaltung der Oblast Saratow das Strafverfahren wegen Mangels an Beweisen ein. Sie kehrte aus der Verbannung nach Leningrad zurück, wo nach Bemühungen ihres Mannes  ihr der Aufenthalt in Leningrad genehmigt und ihre Ehe mit ihm registriert wurde. Sie erhielt einen Ausweis als Jüdin Iswekowa.
Nach Beginn des Deutsch-Sowjetischen Kriegs wurde Iswekowa vor Beginn der Leningrader Blockade mit ihrer jüngsten Tochter Tanja im Sommer 1941 in das Dorf Anufrijewo bei Tscherepowez evakuiert, wo sie in der Schule Mathematik unterrichtete. Ihr Mann an der Universität Leningrad blieb im blockierten Leningrad und wartete auf die Evakuierung der Universität. Im Winter 1942 wurde er verhaftet und am 25. April 1942 zum Tod durch Erschießen mit Konfiskation seines Eigentums verurteilt. Er starb am 22. Juni 1942 im Gefängnis.
Im Sommer 1943 zog Iswekowa mit ihrer Tochter Tanja nach Saratow. Sie arbeitete in einer Wäscherei, in dem Gemüse-Saat-Artel Sortsemowoschtsch und bewachte ein Melonenfeld. Auf Antrag der Akademiemitglieder Nikolai Kotschin, Wladimir Fock und Wladimir Smirnow arbeitete Iswekowa ab Oktober 1944 als Dozentin am Lehrstuhl für Elastizitätstheorie der Mechanik-Mathematik-Fakultät der Universität Saratow. Im Astronomischen Schulkalender für 1948 erinnerte sie an Leonhard Euler, Pierre-Simon Laplace und Henry Cavendish.
Aufgrund der Kampagne gegen die Wurzellosen Kosmopoliten wurde Iswekowa im September 1951 entlassen. Im Oktober 1951 wurde sie in Kasachstan Dozentin am Lehrstuhl für Physik und Mathematik des Gurjewer Lehrerinstituts. Ab 1952 arbeitete sie als Dozentin für Höhere Mathematik am Minsker Pädagogik-Institut. 1959 konnte sie nach Rehabilitierung nach Leningrad zurückkehren und wurde Dozentin am Lehrstuhl für Mathematik des Leningrader Bontsch-Brujewitsch-Instituts.
Aufgrund ihrer Krebs-Erkrankung verschlechterte sich Iswekowas Zustand so sehr, dass sie nur noch Texte ins Russische übersetzte und Privatunterricht gab. Sie starb am 28. Oktober 1968 in Leningrad und wurde auf dem Alexander-Friedhof begraben.